# Maurice Arbez
Maurice Arbez (* 22. September 1944 in Les Rousses; † 30. Oktober 2020 ebenda) war ein französischer Skispringer und Skisprungfunktionär.

## Werdegang
Sein internationales Debüt gab Arbez bei der Vierschanzentournee 1963/64. Jedoch kam er nicht über Rang 95 der Gesamtwertung hinaus. Seine beste Tournee bestritt er ein Jahr später mit der Vierschanzentournee 1964/65, die er auf dem 60. Platz der Gesamtwertung beendete.
Bei der Nordischen Skiweltmeisterschaft 1966 in Oslo sprang Arbez von der Großschanze mit Sprüngen auf 71 und 68,5 Metern auf den 59. Platz. Von der Normalschanze am Holmenkollen landete er mit Sprüngen auf 61,5 und 67,5 Metern auf dem 55. Platz.
Bei der Vierschanzentournee 1967/68 kam er erneut nicht auf vordere Ränge und beendete die Tournee am Ende auf Rang 93 der Gesamtwertung. Bei den Olympischen Winterspielen 1968 in Grenoble sprang Arbez von der Normalschanze auf einen schwachen 41. Platz. Auch von der Großschanze konnte er nicht überzeugen und landete gar nur auf Rang 50.
Sein letztes internationales Turnier bestritt Arbez mit der Nordischen Skiweltmeisterschaft 1970 in Štrbské Pleso. Von der Großschanze sprang er zweimal auf 71,5 Meter und belegte damit den 66. Platz. Von der Normalschanze belegte er den 55. Platz.
Auch nach dem Ende seiner aktiven Karriere blieb Arbez dem Skispringen als Funktionär treu. So war er im Skisprung-Weltcup im März 1999 in Oslo als Juror aktiv. Auch beim Skisprung-Grand-Prix in Courchevel 2004 gehörte er zum fünfköpfigen Sprungrichter-Team. Beim Gex Ski Club war er zudem für die Nachwuchsförderung verantwortlich.
Maurice Arbez ist der Bruder von Skilangläufer und Biathlet Victor Arbez. Seine Großnichte ist die Skirennläuferin Tess Arbez.

## Erfolge

### Vierschanzentournee-Platzierungen
| Saison  | Platz | Punkte |
| ------- | ----- | ------ |
| 1963/64 | 95.   | 166,4  |
| 1964/65 | 60.   | 408,9  |
| 1967/68 | 93.   | 175,9  |